# 日比町
日比町（ひびちょう）は、岡山県児島郡にあった町。現在の玉野市の一部にあたる。

## 地理
神登山、地蔵山に挟まれた丘陵地に位置していた。
- 海洋：瀬戸内海[2]

## 歴史
- 1889年（明治22年）6月1日、町村制の施行により、児島郡日比村、玉野村が発足[3]。
- 1906年（明治39年）4月1日、日比村と玉野村大字玉が合併して、町制施行し日比町が発足[1][2][4]。合併村の大字を継承した和田、日比、渋川、玉の4大字を編成[2]。
- 1917年（大正6年）杉山精錬所創業[2]。1925年（大正14年）鈴木商店に経営が移り規模を拡大したが、同商店が第一次世界大戦後の不景気で衰退し、1920年（大正9年）精錬所は休業した[2]。
- 1919年（大正8年）玉地区に三井造船が創業[2]。
- 1924年（大正13年）由良染料、日比工場を開設[2]。
- 1940年（昭和15年）9月3日、児島郡宇野町と合併し、市制施行し玉野市を新設して廃止された[1][2]。合併後、玉野市大字和田・日比・渋川・玉となる[2]。

### 地名の由来
響が比比と略され日比となった。

## 産業
- 農業、工業、商業、漁業[2]